# Reserva nacional Alto Biobío
La reserva nacional Alto Biobío está ubicada en la comuna de Lonquimay, provincia de Malleco, Chile, y comprende 33 525 ha.

## Antecedentes
La unidad fue creada por Decreto Supremo n.º 1935 del Ministerio de Relaciones Exteriores el 6 de noviembre de 1912, con una superficie de 40 000 ha.
Mediante Decretos Supremos n.º 10 342 y n.º 4 969 del Ministerio de Tierras y Colonización de 25 de noviembre de 1929 se desafecta parte de su superficie. La reserva queda con una cabida actual de 33 525 ha.
El Decreto Supremo n.º 133 del Ministerio de Agricultura de 29 de agosto de 1989, declara al lugar de «Interés Científico para efectos Mineros».

## Vías de acceso
Se encuentra a 42 km de Lonquimay y a 223 km de Temuco, la capital regional. 
El principal acceso es la ruta internacional de Victoria o Lautaro - Curacautín - Malalcahuello- túnel Las Raíces - Lonquimay - Liucura - Paso de Pino Hachado, distante a 223 km de Temuco. Este camino está asfaltado desde Victoria hasta el Paso internacional de Pino Hachado, transitable todo el año. Salvo en algunos sectores de mayor altitud de la reserva por acumulación de nieve durante el invierno.

## Características naturales

### Clima
De acuerdo a la clasificación climática de Köppen la unidad posee dos tipos de clima; Hielo por efecto de la altura (EFH) y de estepa frío (BSK). 
Hielo por efecto de la altura
Es el clima típicamente estepario, el que se manifiesta en los sectores más altos de la Reserva, los que van de los 2000 m s. n. m. hacia arriba. Las precipitaciones son abundantes durante la mayor parte del año, llegando a un promedio anual que bordea los 3000 mm, a veces con fuertes nevazones. Las temperaturas son muy bajas desde mayo hasta octubre. Este clima es de carácter estacional, manifestándose con mayor intensidad desde junio a noviembre aproximadamente.
De estepa frío
Se caracteriza por temperaturas muy frías, las cuales bordean los 0 °C, durante la mayor parte del año. Según datos entregados por la estación Liucura, las precipitaciones anuales son inferiores a los 1000 mm, concentrándose más en los meses de otoño e invierno

### Medio ambiente
De acuerdo a la clasificación de Gajardo 1996, la Reserva Forestal Alto Biobío, está inserta en la región del bosque andino patagónico y, dentro de esta, en la subregión de la Cordillera de la Araucanía.
Dentro de la subregión señalada la reserva tiene representadas las formaciones vegetales denominadas «estepa altoandina subhúmeda», «bosque caducifolio altoandino con araucaria» y «matorrales patagónicos con araucaria». 

### Flora y fauna
Dentro de la flora se encuentra la araucaria y el ciprés de la cordillera; la fauna está caracterizada por el guanaco, la guiña, el puma, el quique, el pudú, el culpeo, la chilla, entre otros.

### Hidrografía
En general las cuencas de la unidad son exorreicas, las cuales son de régimen lótico.
Los cursos de agua de mayor volumen de la reserva son los ríos Cuchares Grande, Cuchares Chico, Pinos Quemados, Saltillo, Liucura, Tralilhue y Pino Solo, Tué Tué. Tales cursos de agua forman parte de la cuenca del río Biobío.

### Geomorfogía
La reserva está enclavada en plena cordillera andina; su relieve general se caracteriza por extensas estepas con suaves lomajes y cerros interrumpidos por quebradas o cajones abruptos de origen glacial. Entre los cajones de la reserva se destacan: Cuchares Grande y Cuchares Chico, Tralilhue y los cerros más importantes son: Pino Solo (2715 m s. n. m.), Bayo (2421 m s. n. m.) y Pino Hachado (1864 m s. n. m.), que están ubicados en zonas limítrofes con Argentina.

## Relevancia

### Características culturales del área
La especie Araucaria araucana (araucaria o pehuén) es una especie común en la unidad. El territorio de distribución de esta especie es coincidente con la distribución del pueblo pehuenche, los cuales han utilizado históricamente el piñón (semilla de la araucaria), como fuente de alimento de carácter estacional. Además de poseer sitios de interés ceremonial para este pueblo autóctono de la región.

### Relevancia internacional del área
El 30 de junio de 1983 la Unesco en el marco del programa de «El hombre y la biosfera» (MAB), a petición del Gobierno de Chile, pasa a integrar la Reserva de la Biosfera Araucarias, que comprende el parque nacional Conguillío y la Reserva Forestal Alto Biobío.
El «Programa de las Reservas de la Biosfera» establecido por la Unesco tiene por objeto formar una red internacional de zonas protegidas representativas de los principales tipos de ecosistemas del mundo, con el propósito de conservar la naturaleza y promover la investigación científica al servicio del hombre, sirviendo como sistema de referencia para medir el impacto de las actividades humanas sobre el ambiente.
Las unidades mencionadas integran la Red Internacional de Reservas de la Biosfera en representación de la Provincia Biogeográfica de los Bosques de Araucaria Chilenos.

## Visitantes
Esta reserva recibe una cantidad muy baja de visitantes al año.
| Año         | 2007 | 2008 | 2009 | 2010 | 2011 | 2012 | 2013 | 2014 | 2015 | 2016 | 2017 | 2018 | 2019 | 2020 |
| ----------- | ---- | ---- | ---- | ---- | ---- | ---- | ---- | ---- | ---- | ---- | ---- | ---- | ---- | ---- |
| chilenos    | 27   | 61   | 6    | 20   | 16   | 50   | 64   | 102  | 134  | 69   | 18   | 0    | 19   | 78   |
| extranjeros | 3    | 2    | 0    | 0    | 0    | 0    | 0    | 0    | 12   | 0    | 5    | 0    | 2    | 22   |
| Total       | 30   | 63   | 6    | 20   | 16   | 50   | 64   | 102  | 146  | 69   | 23   | 0    | 21   | 100  |

## Protección del subsuelo
La Reserva Nacional Alto Biobío cuenta con una protección de su subsuelo como lugar de interés científico para efectos mineros, según lo establece el artículo 17 del Código de Minería. Estas labores sólo pueden ser ejecutadas mediante un permiso escrito por el presidente de la República y firmado además por el ministro de Minería.
La condición de lugar de interés científico para efectos mineros fue establecida mediante Decreto Supremo N°133 de 29 de agosto de 1989 y publicado el 26 de octubre de 1989. que fija el polígono de protección.